# Palmela
Palmela (Palmellas, Palmelas), pleme američkih Indijanaca koje možda pripada porodici Cariban a  živjeli su još u 20 st. u dolini Guapore, na desnoj obali između rijeka Rio Branco i Rio Mequénsa, u brazilskoj državi Rondônia. Kako se radi o malenoj zajednici i s oskudnim podacima o jeziku (palmela jezik), i velikoj udaljenosti od svih ostalih drugih karipskih plemena, njihova pripadnost toj porodici je upitna. O brojnom stanju nije ništa poznato. Možda su nestali.